# 海老澤七左衛門
海老澤 七左衛門（えびさわ しちざえもん、1866年11月8日〈慶応2年10月2日〉 - 没年不明）は、日本の商人（糸繭商）、政治家。

## 人物
茨城県猿島郡境町出身。祖先は代々組頭をつとめ、境町海老澤家の宗家である。
糸繭商を営む。商業に機敏で、前橋・信州地方より委託買入を行い、家産が次第に豊かとなる。境町会議員を2期つとめ、町治に尽瘁し、功労が著大である。水災整理委員会委員である。
衆議院議員選挙有権者である。人柄は、『茨城人名辞書』で「性寡黙で、自信力深く村内に重きを為す」と評される。

## 家族
妻・もとは呉服商・衆議院議員海老澤為次郎の養子。